# Monica Tabengwa
Monica Tabengwa est une juriste et chercheuse botswanaise travaillant pour l'ONG Human Rights Watch (HRW) spécialiste des questions LGBTIQ en Afrique subsaharienne,,,,,.

## Biographie
Monica Tabengwa est une juriste et chercheuse spécialisée dans les droits LGBTIQ en Afrique subsaharienne. Elle travaille pour Human Rights Watch et la Pan Africa ILGA . Elle a surtout écrit sur la violence et la discrimination que subissent les personnes LGBTIQ en Afrique,,.
Elle est membre du comité de rédaction et signataire des principes de Yogyakarta.

## Publications
- Monica Tabengwa et Nancy Nicol, Human Rights, Sexual Orientation and Gender Identity in The Commonwealth: Struggles for Decriminalisation and Change, School of Advanced Study, University of London, 2013, 352–362 p. (lire en ligne), « The development of sexual rights and the LGBT movement in Botswana »